# 柴田浩 (情報工学者)
柴田 浩（しばた ひろし）は、日本の電子情報工学者。大阪工業大学名誉教授。工学博士（大阪府立大学）。元IEEEコンピュータワークショップ(日本)委員長。電子情報通信学会集積回路専門委員会1996ゲストオーガナイザ。
専門は、半導体システム工学（特にLSI・CMOS）、計算機科学（特にCPU・FPGA）。

## 略歴
1961年大阪大学工学部通信工学科卒業。三菱電機研究部門で、主にLSI・半導体の技術開発に従事。1976年から1980年まで、通産省のVLSI実用化国家プロジェクト機関「超LSI技術研究組合共同研究所」に出向。1984年大阪府立大学（現：大阪公立大学）より工学博士の学位を取得。1996年大阪工業大学情報科学部に着任。2002年同学部情報科学科教授。2007年同学部コンピュータ科学科（現：情報知能学科）教授。2008年大阪工業大学名誉教授。
大阪工業大学において、1996年新設の情報科学部で特に初期の計算機科学・電子情報工学の研究・育成に貢献した。
主な所属学会は、IEEE、電気学会、情報処理学会、電子情報通信学会。主な受賞は、IEEEテクニカル・サービス賞(1994)。

## 主な著書
- 集積回路工学 - 新世代工学シリーズ（共著、オーム社2001、学術書）
- 超LSI技術（共著、オーム社1981、学術書）
- 電子情報通信ハンドブック（分担執筆、オーム社1988、学術書）
- 半導体集積回路におけるイオンビームの応用に関する研究（グラフィカ出版）

## 主な研究
- VLSIにおける超高速AD/DA変換器の研究
- 高性能大規模集積回路の研究
- FPGAを使ったリアルタイム映像信号用フィルタプロセッサ - ロームとの共同研究
- 再構成可能形CPU設計の研究
- 0.5μmCMOSシーオブゲートにおける多重ポートRAMの新しいメモリセル
- CSP(Chip Scale Package)・BGA(Ball Grid Array)等最新パッケージ技術の現状と問題点 - 日立製作所・東芝との共同研究
- バタフライ演算器を搭載したプロセッサによるIDCT処理の高速化 - 三菱電機・ルネサステクノロジーとの共同研究[3]